# Immanuel Baumann (Schultheiß)
Immanuel Baumann (* 7. Dezember 1799 in Leonberg; † 13. November 1837) war ein württembergischer Stadtschultheiß und Landtagsabgeordneter.

## Familie
Immanuel Baumann war der Sohn des Friedrich Baumann und der Christiane Friederike Ririnus. 1823 heiratete er Caroline Luise Sibille Heygiß.

## Beruf
Baumann war von 1821 bis 1837 Stadtschultheiß in Leonberg.

## Politik
Von 1833 bis 1838 war Immanuel Baumann für den Wahlkreis Leonberg Mitglied der Zweiten Kammer des Württembergischen Landtags.